# ZGF Architects
A ZGF Architects (korábban Zimmer Gunsul Frasca Partnership) 1942-ben alapított amerikai építészeti vállalat. Székhelye az Oregon állambeli Portlandben van, emellett hét városban működnek irodái.

## Története
1942-ben alapították Portlandben. 2009 júliusában új székhelyére, a Twelve West épületbe költözött.

## Működés
Seattle-ben, Los Angelesben, Washington DC-ben, New Yorkban, Denverben és a kanadai Vancouverben is vannak irodái. Portlandi székhelye 280 alkalmazottjával a város legnagyobb építőipari vége. 2013-tól üzemeltető partnere Ted Hyman.

## Jelentősebb projektek
- Southport (Washington, Renton)[6]
- Yeon Building (Oregon, Gresham)[7]

## Fordítás
- Ez a szócikk részben vagy egészben  a   ZGF Architects című angol Wikipédia-szócikk ezen változatának fordításán alapul.  Az eredeti cikk szerkesztőit annak laptörténete sorolja fel. Ez a jelzés csupán a megfogalmazás eredetét és a szerzői jogokat jelzi, nem szolgál a cikkben szereplő információk forrásmegjelöléseként.